# Smeringopus zonatus
Smeringopus zonatus är en spindelart som beskrevs av Embrik Strand 1906. Smeringopus zonatus ingår i släktet Smeringopus och familjen dallerspindlar.
Artens utbredningsområde är Etiopien. Inga underarter finns listade i Catalogue of Life.